# 국가인민군 육군

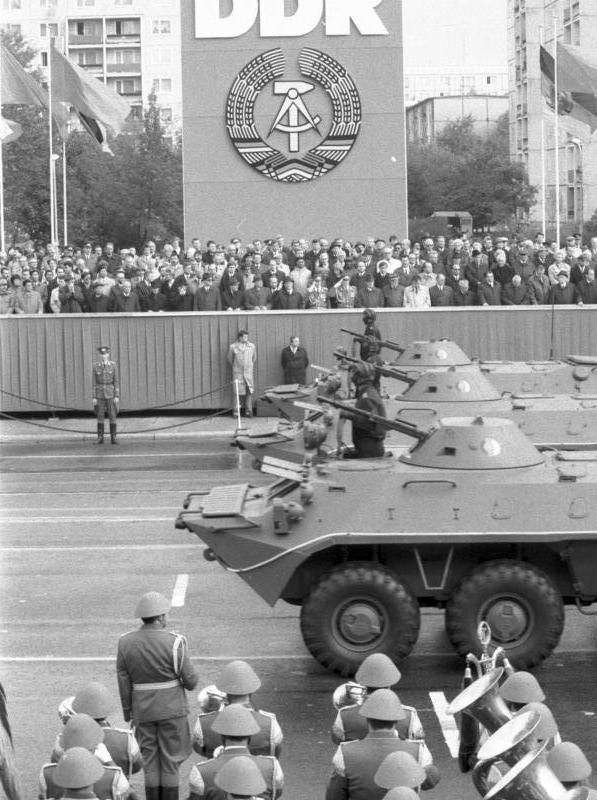
1989년 10월 7일의 국가인민군 육군

국가인민군 육군 (國家人民軍陸軍, 독일어: Landstreitkräfte der Nationalen Volksarmee)은 독일 민주 공화국(동독)의 국가인민군 소속의 육군이다. 1956년 3월 1일에 창설되어, 1990년 10월 1일에 해체되었다.
동독군이 나토군과 마주하고 있던 최일선 군대였으나 2개 군단 규모에 불과할 정도로 평상시 규모가 상대적으로 작았던 것은 소련군을 중심으로 한 바르샤바 조약군이 동독 지역에 대규모로 전개되어 있었기 때문이다.

## 장비
<화기>
- 마카로프 권총
- 나강 M1895 권총
- PPSh-41 기관단총

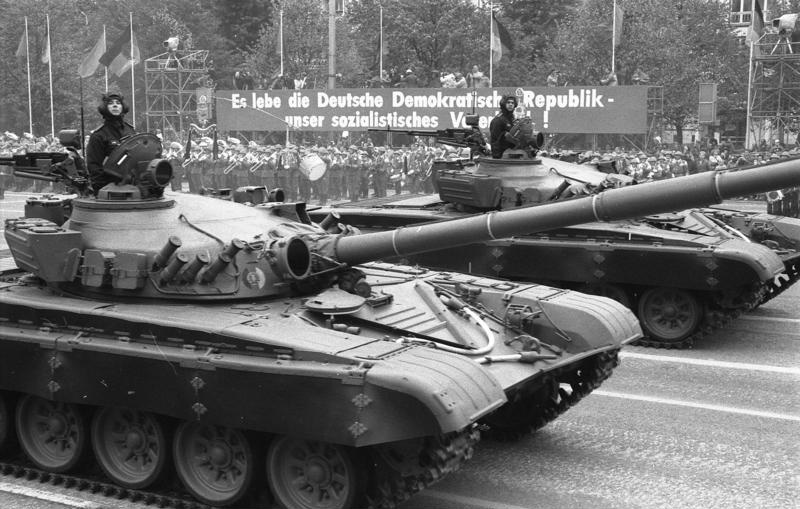
1988년 동베를린에서 퍼레이드 중인 동독군 T-72M 전차

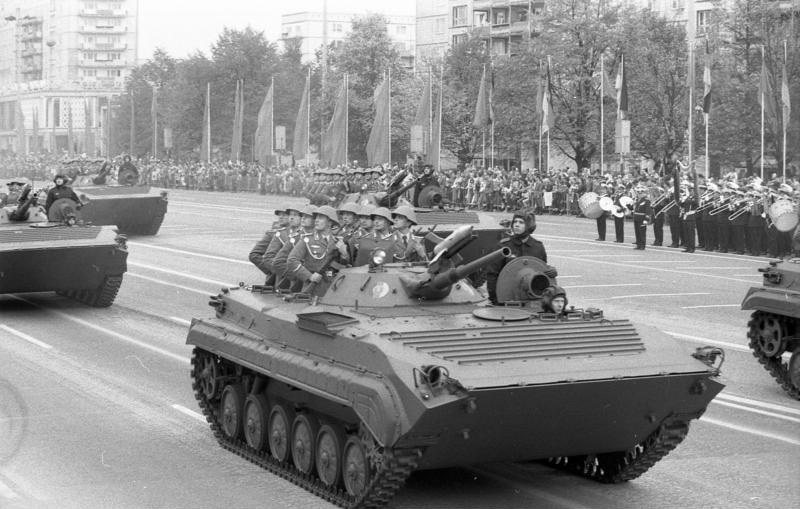
1988년 동독군 BMP-1 보병전투차.

- Kar98k 소총 -1960년대까지 운용
- 모신 소총 - 1960년대까지 운용
- StG 44 돌격소총 - 1960년대까지 운용
- SKS 소총
- 개량형 칼라시니코프 돌격소총
- AK-74 돌격소총
- 데그차례프 경기관총
- 칼라시니코프 경기관총
- PK 기관총
- 드라구노프 저격 소총
- RPG-7 대전차 화기
- RPG-18 대전차 화기

<차량>
- BMP-1 보병전투차 1112대
- BMP-2 보병전투차 24대
- BRDM-1 정찰장갑차
- BRDM-2 정찰장갑차
- BTR-40 병력수송장갑차
- BTR-50 병력수송장갑차 200대
- BTR-60 병력수송장갑차 2260대
- BTR-70 병력수송장갑차 885대
- BTR-152 장갑차
- PT-76 경전차 170대
- T-34 전차
- T-54 전차 202대
- T-55 전차 2949-  표준형 T-55AM 업그레이드형도 있었다.
- T-72 전차 655대 - 동독군 주력전차
- ZSU-23-4 자주대공포 131대
- 9K31 스트렐라-1 지대공 미사일 24대
- 9K33 오사 지대공 미사일 41대
- 2K11 Krug 지대공 미사일
- 2K12 Kub 지대공 미사일
- RM-70 다련장 로켓포 265문
- 2S1 구보즈디카 자주포
- 2S3 아카시아 자주포 95문

## 편제
- 5군구(북부) - 사령부는 노이브란덴부르크에 위치해 있었다.
  - 제1차량화소총사단 - 주둔지 포츠담
  - 제8차량화소총사단 - 주둔지 슈베린
  - 제9전차사단 - 주둔지 에거진
  - 제5로켓여단(독일어: 5. Raketenbrigade) - 주둔지 데멘
  - 제5포병연대(독일어: Artillerieregiment 5) - 주둔지 다벨
  - 제3대공미사일연대(독일어: Fla-Raketenregiment 5) - 주둔지 베스탄트
  - 제5공병연대(독일어: Pionierregiment 5) - 주둔지 파제발크
  - 제5가교연대(독일어: Pontonregiment 5) - 주둔지 하벨베르크
  - 제5다련장로켓발사대대(독일어: Geschoßwerferabteilung 5) - 주둔지 다벨
- 3군구(남부) - 사령부는 라이프치히에 위치해 있었다.
  - 제4차량화소총사단 - 주둔지 에르푸르트
  - 제7전차사단 - 주둔지 드레스덴
  - 제11차량화소총사단 - 주둔지 할레
  - 제3로켓여단 - 주둔지 타우텐하인
  - 제3포병연대 - 주둔지 라이프치히
  - 제3대공미사일연대 - 주둔지 호헨몰센
  - 제3공병연대 - 주둔지 게라
  - 제3가교연대 - 주둔지 데사우
  - 제3다련장로켓발사대대 - 주둔지 아일렌부르크

- 2선급 부대
  - 5군구(북부) 관할
    - 제19차량화소총사단 - 주둔지 불코우
    - 제20차량화소총사단 - 주둔지 브리덴펠더

  - 3군구(남부) 관할
    - 제6차량화소총사단 - 주둔지 쾨니히스바르샤
    - 제10차량화소총사단 - 주둔지 로넨부르크
    - 제17차량화소총사단 - 주둔지 피터스오다

- 독립 부대
  - 제40공수대대(독일어: Fallschirmjägerbataillon Willi Sänger) : 제40공중강습연대로 개편